# Herbert Hermann
Herbert Hermann (Zurigo, 14 aprile 1956) è un ex calciatore svizzero, di ruolo centrocampista.

## Carriera

### Nazionale
Ha collezionato 12 presenze con la propria Nazionale.

## Statistiche

### Cronologia presenze e reti in Nazionale
| Cronologia completa delle presenze e delle reti in nazionale ― Svizzera | Cronologia completa delle presenze e delle reti in nazionale ― Svizzera | Cronologia completa delle presenze e delle reti in nazionale ― Svizzera | Cronologia completa delle presenze e delle reti in nazionale ― Svizzera | Cronologia completa delle presenze e delle reti in nazionale ― Svizzera | Cronologia completa delle presenze e delle reti in nazionale ― Svizzera | Cronologia completa delle presenze e delle reti in nazionale ― Svizzera | Cronologia completa delle presenze e delle reti in nazionale ― Svizzera |
| Data                                                                    | Città                                                                   | In casa                                                                 | Risultato                                                               | Ospiti                                                                  | Competizione                                                            | Reti                                                                    | Note                                                                    |
| ----------------------------------------------------------------------- | ----------------------------------------------------------------------- | ----------------------------------------------------------------------- | ----------------------------------------------------------------------- | ----------------------------------------------------------------------- | ----------------------------------------------------------------------- | ----------------------------------------------------------------------- | ----------------------------------------------------------------------- |
| 5-5-1979                                                                | San Gallo                                                               | Svizzera                                                                | 0 – 2                                                                   | Germania Est                                                            | Qual. Euro 1980                                                         | -                                                                       | 73’                                                                     |
| 22-5-1979                                                               | San Gallo                                                               | Svizzera                                                                | 2 – 0                                                                   | Islanda                                                                 | Qual. Euro 1980                                                         | 1                                                                       |                                                                         |
| 9-6-1979                                                                | Reykjavík                                                               | Islanda                                                                 | 1 – 2                                                                   | Svizzera                                                                | Qual. Euro 2012                                                         | -                                                                       | 71’                                                                     |
| 24-3-1981                                                               | Bratislava                                                              | Cecoslovacchia                                                          | 0 – 1                                                                   | Svizzera                                                                | Amichevole                                                              | -                                                                       |                                                                         |
| 28-4-1981                                                               | Lucerna                                                                 | Svizzera                                                                | 2 – 2                                                                   | Ungheria                                                                | Qual. Mondiali 1982                                                     | -                                                                       | 84’                                                                     |
| 30-5-1981                                                               | Berna                                                                   | Svizzera                                                                | 2 – 1                                                                   | Inghilterra                                                             | Qual. Mondiali 1982                                                     | -                                                                       | 88’                                                                     |
| 17-6-1981                                                               | Oslo                                                                    | Norvegia                                                                | 1 – 1                                                                   | Svizzera                                                                | Qual. Mondiali 1982                                                     | -                                                                       |                                                                         |
| 1-9-1981                                                                | Zurigo                                                                  | Svizzera                                                                | 2 – 1                                                                   | Paesi Bassi                                                             | Amichevole                                                              | -                                                                       | 32’                                                                     |
| 10-10-1981                                                              | Bucarest                                                                | Romania                                                                 | 1 – 2                                                                   | Svizzera                                                                | Qual. Mondiali 1982                                                     | -                                                                       |                                                                         |
| 14-10-1981                                                              | Budapest                                                                | Ungheria                                                                | 2 – 2                                                                   | Svizzera                                                                | Qual. Mondiali 1982                                                     | -                                                                       |                                                                         |
| 11-11-1981                                                              | Berna                                                                   | Svizzera                                                                | 0 – 0                                                                   | Romania                                                                 | Qual. Mondiali 1982                                                     | -                                                                       | 67’                                                                     |
| 24-3-1982                                                               | Lugano                                                                  | Svizzera                                                                | 2 – 1                                                                   | Portogallo                                                              | Amichevole                                                              | -                                                                       |                                                                         |
| Totale                                                                  |                                                                         | Presenze                                                                | 12                                                                      |                                                                         | Reti                                                                    | 1                                                                       |                                                                         |